# Резолюция Совета Безопасности ООН 141
Резолюция Совета Безопасности ООН 141 была принята единогласно 5 июля 1960 года после рассмотрения заявки Сомалийской республики на членство в Организации Объединённых Наций. Заявление было подано вскоре после провозглашения независимости Сомалийской республики. Совет Безопасности решил принять Сомалийскую республику в ООН. Все 11 членов Совета Безопасности проголосовали за это. 20 сентября 1960 года Сомалийская республика вступила в Организацию Объединённых Наций.

## История
В 1884-88 годах Великобритания, Италия и Франция разделили между собой всё побережье Сомали.
Южная часть Сомали (султанаты Миджуртини и Хобьо) приняли протекторат Италии. Также на южные районы Сомали претендовали немцы, но англичане этого не допустили. Северное побережье перешло под власть Британии, Джибути — к Франции. Некоторые сомалийские племена во внутренних районах страны признали власть Эфиопии.
В период Второй мировой войны Сомали было объединено сперва под итальянским флагом, потом под британским. Дальнейшая судьба колонии вызвала большие споры на международном уровне, и в итоге было решено предоставить ей независимость после длительного переходного периода. В 1950 году на территории бывшей итальянской колонии была образована Подопечная территория Сомали, а в 1960 году она была объединена с государством Сомалиленд в единую Сомалийскую республику.